# 沈寿墓
沈寿墓，位于江苏省南通市崇川区狼山风景区，是中华人民共和国江苏省文物保护单位之一。是沈寿的墓葬。

## 历史
2002年10月22日，授予江苏省文物保护单位，是一座近现代重要史迹及代表性建筑。